# Kleinkastell Henchir Temassine
Das Kleinkastell Henchir Temassine, unter anderem beschrieben unter den Namen Ayn Temassine und Oued Temassine ist ein römisches Militärlager des Prinzipats, dessen Besatzung für rückwärtige Sicherungs- und Überwachungsaufgaben am Limes Tripolitanus in der Provinz Tripolitania zuständig war. Der Limes bestand hier aus einem tiefgestaffelten System von Kastellen und Militärposten. Die kleine Anlage befindet sich rund 1500 Meter südlich der aus Gabès kommenden Regionalstraße P16 zwischen El Hamma und Kebili im Schott Fedjedj am nördlichen Rand des Djebel Tebaga in Südtunesien, Gouvernement Gabès.

## Lage und Forschungsgeschichte

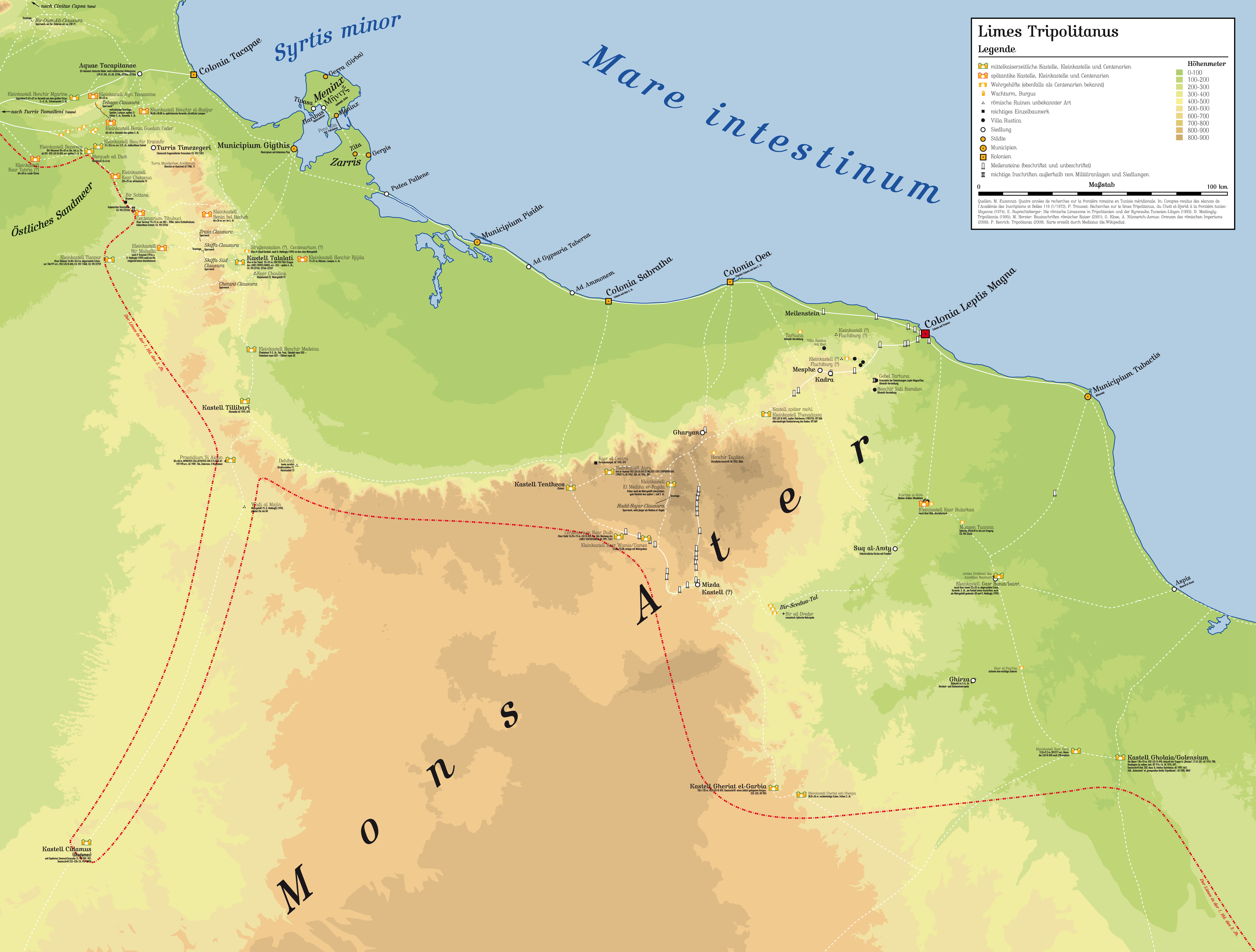
Das Kleinkastell (links oben) im Verbund des Limes Tripolitanus

Darstellung der äußeren Fundamente des Kleinkastells nach der 1972 veröffentlichten photogrammetrischen Aufnahme

Die Anlage wurde vor dem nördlichen Rand einer großen, west-östlich ausgedehnten Senke errichtet, die von einem Sedimentbecken mit Salzsee dominiert wird. Im Süden erhebt sich die halbmondförmige, von Nordosten nach Südwesten gestreckte Antiklinale des Djebel Tebaga. Die steil zum Schott Fedjedj abfallenden Höhenzüge des Tebaga bilden eine natürliche Barriere. Für die mit der römischen Grenzsicherung betrauten Strategen ergab sich damit die Situation, südlich und nördlich der Bergformation geeignete Sperrsysteme aufzubauen, um feindliche Übergriffe auf das wirtschaftlich bedeutende küstennahe Reichsgebiet zu verhindern. Gleichzeitig sollten wirksame Kontrollen für den legalen und illegalen Handel zuständig werden. Südlich des Djebel Tebaga wurde mit der Tebaga-Clausura ein aufwendiges Sperrwerk aus Mauern, Türmen und Wällen errichtet, von dessen Endpunkt über den Klippen des Höhenzuges aus das gesamte Schott eingesehen werden konnten. Fast genau unterhalb der Abbruchkante mit der dort ansetzenden Clausura wurde das Kleinkastell Henchir Temassine am gleichnamigen Wadi errichtet. Signale konnten somit vom im Tal gelegenen Kastellstandort auf die Höhen des Tebaga sowie zu dem ebenfalls einsehbaren vorgelagerten Kleinkastell Henchir Mgarine versandt werden. Henchir Temassine und Henchir Mgarine liegen am Südrand des Schotts an einer wichtigen west-östlich verlaufenden Trasse, die von Turris Tamalleni (Telmine) kommend über Aquae Tacapitanae (El Hamma) zum Hafen des Handelszentrums Colonia Tacapae (Gabès) führte. Eine unmittelbare Sicherung des Salzsees sah man als nicht notwendig an, da dort alle Bewegungen von weither einzusehen waren. Daher wurden nur die südlich und nördlich vorbeiführenden Straßen mit Kleinkastellen und kleineren Sperrwerken gesichert.
Aufgrund der von französischen Kolonialsoldaten zwischen 1903 und 1904 durchgeführten topographisch-archäologischen Landeserschließung wurde der Kastellplatz erstmals in einem Bericht des Offiziers Paul Toussaint erwähnt. Der Kastellplatz ist vor allem aufgrund einer Kurzbeschreibung des französischen Archäologen Pol Trousset im Jahr 1974 genauer bekannt geworden. Trousset hatte zuvor an einer französisch-algerischen Expedition zur Erforschung des Limes Tripolitanus teilgenommen.

## Baugeschichte
Der rechteckige Quadriburgus mit einer Seitenlänge von rund 30 × 25 Metern (0,08 Hektar) wurde laut Toussaint rund 1500 Meter südlich der Straße von Gabès nach Telmine entdeckt. Die Anlage besitzt an jeder ihrer vier Ecken je eine weit aus dem Mauerverband herausragende rechteckige Bastion. Der einzige Zugang befindet sich in der Mitte der östlichen Flanke. Im Inneren konnten bisher keine sichtbaren Spuren eines Innenausbaus nachgewiesen werden. Das unmittelbar an dem Garnisonsbau aufgelesene keramische Fundspektrum ist nicht sehr aussagekräftig. Allerdings konnten auf einem Hügel rund 200 Meter nordwestlich des Kleinkastells undeutliche antike Baustrukturen beobachtet werden, in deren Zentrum viele Keramikfragmente an der Oberfläche lagen. Hier konnten die Bruchstücke von zwei Lampen des 4. Jahrhunderts sowie ein großes Schüsselfragment aufgelesen werden. Rund 150 Meter südwestlich der Fortifikation befinden sich Spuren eines kleinen quadratischen Bauwerks. Der britische Archäologe David J. Mattingly bemerkte 1994 mit Blick auf die bisherigen Fundberichte, dass es zu diesem Kleinkastell noch keine Datierung gibt.